# Seznam nemških dramatikov
Seznam nemških dramatikov.

## A
- Herbert Achternbusch

## B
- Julius Bab
- Ernst Bacmeister
- Johann David Beil
- Sibylle Berg
- Thomas Brasch
- Bertolt Brecht
- Clemens Brentano
- Georg Büchner
- Oliver Bukowski
- (Hans-Joachim Bunge 1919–1990)

## D
- Tankred Dorst
- Ernst-Jürgen Dreyer

## E
- Dietrich Eckart?!
- Günter Eich
- Ludwig Eichrodt
- Paul Ernst
- Hermann Essig

## F
- Gerhard Falkner
- Rainer Werner Fassbinder
- Lion Feuchtwanger
- Johann Georg Fischer
- Marieluise Fleißer

## G
- Emanuel Geibel
- Johann Wolfgang von Goethe
- Matthias Göritz
- Christian Dietrich Grabbe
- Günter Grass
- Hermann Grimm
- Andreas Gryphius

## H
- Max Halbe
- Ernst Hardt
- Otto Erich Hartleben
- Walter Hasenclever
- Gerhart Hauptmann
- Friedrich Hebbel
- Rolf Hochhuth
- Arno Holz
- Hrotsvitha
- Lutz Hübner (1964-)

## I
- August Wilhelm Iffland

## J
- Hans Henny Jahnn

## K
- Georg Kaiser
- Erich Kästner
- Hermann Kesten
- Heinrich von Kleist
- Friedrich Maximilian Klinger
- (Carl) Theodor Körner
- August von Kotzebue
- Arnold Krieger
- Franz Xaver Kroetz

## L
- Peter Martin Lampel
- Heinrich Laube
- Josef Lauff
- Hans Leip
- Siegfried Lenz
- Guido von List
- Wolfram Lotz
- Otto Ludwig

## M
- Paul Maar
- Marius von Mayenburg
- Alfred Mombert
- Salomon Hermann Mosenthal
- Erich Mühsam
- Heiner Müller

## P
- August von Platen
- René Pollesch

## R
- Hans Rehfisch
- Christa Reinig
- Johann von Rist
- Ralf Rothmann

## S
- Friedrich Schiller
- Roland Schimmelpfennig
- Friedrich Ludwig Schröder
- Alois Senefelder
- Reinhard Sorge
- Martin Sperr
- Hermann Stehr
- August Stramm
- Botho Strauß
- Hermann Sudermann

## T
- George Tabori
- Ernst Toller

## U
- Fritz von Unruh

## V
- Clara Viebig
- Richard Voss
- Christian August Vulpius

## W
- Heinrich Leopold Wagner
- Richard Wagner
- Martin Walser
- Frank Wedekind
- Peter Weiss
- Zacharias Werner
- Karl Wittfogel
- Friedrich Wolf